# سنوكي
نيكول إليزابيث «سنوكي» بوليزي (بالإنجليزية: Snooki)‏ (مواليد 23 نوفمبر 1987)
 شخصية تلفزيون الواقع تشيلية أميركية، عضو في برنامج تلفزيون الواقع على قناة إم تي في جيرسي شور , منذ بداية العرض في عام 2009 ، اكتسبت سنوكي شعبية بعد ظهورها في البرامج الحوارية بما في ذلك برنامج ذا فيو ، ألين دي جينيريس شو ، جيمي كيميل لايف! ، ليت شو مع ديفيد ليترمان و ذا يندي وليامز شو ، فضلا عن برنامج المصارعة راو وهي أيضا واحدة من نجوم الواقع الأعلى أجرا، حيت تكسب 150,000 دولار لكل حلقة ابتداء من الموسم الخامس.

## نشأتها
ولدت سنووكي في سانتياغو ، تشيلي. تم تبنيها عندما كان عمرها ستة أشهر وترعرع على يد والدين إيطاليين أمريكيين ، آندي وهيلين بوليزي.

## روابد خارجية
- الموقع الرسمي
- سنوكي على موقع IMDb (الإنجليزية)
- سنوكي على موقع إن إن دي بي (الإنجليزية)
- سنوكي على موقع قاعدة بيانات الفيلم (الإنجليزية)